# Шопп, Маркус
Маркус Шопп  (нем. Markus Schopp; род. 22 февраля 1974[…], Грац) — австрийский футболист и футбольный тренер, полузащитник. В 2007 году завершил карьеру игрока. Известен по выступлениям за клубы «Штурм» и «Брешиа», а также национальную сборную Австрии.
Двукратный обладатель Кубка Австрии. Чемпион Австрии.

## Клубная карьера
Во взрослом футболе дебютировал в 1991 году выступлениями за клуб «Штурм» из Граца, в его составе провёл пять сезонов, приняв участие в 102 матчах чемпионата. Большую часть времени, проведённого в составе «Штурма», был основным игроком команды. За это время завоевал титул обладателя Кубка Австрии.
Впоследствии с 1996 по 1998 играл в Германии в составе «Гамбург», после чего вернулся в «Штурм». Играл в «Штурме» до 2001 года, в его составе стал обладателем Кубка Австрии, также становился чемпионом Австрии.
Своей игрой за последнюю команду привлёк внимание представителей тренерского штаба итальянского клуба «Брешиа», к составу которого присоединился в 2001 году. Сыграл за клуб из Брешии следующие четыре сезона своей игровой карьеры.
В течение 2005—2006 годов защищал цвета клуба «Зальцбург». Завершил профессиональную игровую карьеру в клубе «Нью-Йорк Ред Буллз», где выступал на условиях аренды в течение 2006—2007 годов.

## Карьера в сборной
В 1996 году дебютировал в официальных матчах в составе национальной сборной Австрии. В составе главной команды страны провёл 56 матчей, забив 6 голов.
В составе сборной был участником чемпионата мира 1998 года во Франции.

### Статистика за сборную
| Сборная Австрии | Сборная Австрии | Сборная Австрии |
| Год             | Матчи           | Голы            |
| --------------- | --------------- | --------------- |
| 1995            | 4               | 1               |
| 1996            | 6               | 0               |
| 1997            | 4               | 0               |
| 1998            | 5               | 0               |
| 1999            | 3               | 0               |
| 2000            | 6               | 0               |
| 2001            | 6               | 0               |
| 2002            | 4               | 1               |
| 2003            | 7               | 1               |
| 2004            | 7               | 3               |
| 2005            | 4               | 0               |
| Итого           | 56              | 6               |

## Достижения
- Чемпион Австрии: 1998/99
- Обладатель Кубка Австрии: 1995/96, 1998/99